# Aldo Buscalferri
Aldo Buscalferri (Caldarola, 23 agosto 1900 – Caldarola, 22 marzo 1944) è stato un antifascista segretario della sezione locale del partito comunista italiano.
Giovanissimo, nel 1921 divenne segretario della sezione locale del Partito Comunista, è stata una delle figure marchigiane di antifascismo più degna di rispetto per la propria coerenza ideale e grande onestà.
Incarcerato nel 1923 a Macerata, fu poi ad Ancona e Roma. Nel 1937 fu condannato al confino di polizia a San Mauro Forte in Lucania.
Dopo aver tenuto per tutto il periodo della dittatura fascista i collegamenti con l'opposiszione clandestina, fu tra coloro che più attivamente parteciparono all'organizzazione della lotta armata nella provincia di Macerata. Nel comando di Vestignano svolgeva il compito di Commissario Politico. Il 22 marzo 1944 fu sorpreso da una pattuglia nazi-fascista e ucciso.